# Mont Shanan
Le mont Shanan (הר שנאן) est le point culminant (902 m) des monts de Nephtali, situé près du kibboutz Manara. D'après une tradition, le Rav Papa et ses fils, amoraïm, y sont enterrés. Le mont Shanan est longé par la frontière entre Israël et le Liban et il fut le théâtre de rudes combats durant la Guerre d'Indépendance. Il est aujourd'hui situé sur un terrain militaire.